# Goumier
Un goumier est un combattant d'une troupe supplétive dans les colonies françaises en Afrique. Un goum désigne notamment une compagnie, un escadron ou un bataillon de 200 a 400 hommes.

## Tunisie
Après la signature du traité de Ksar Saïd, les tribus tunisiennes se mobilisèrent massivement pour résister à ce changement soudain imposé contre leur gré. Des insurgés se réunirent chez les Fraichiches et les Madjer à Sbeïtla. À partir de là, plusieurs milliers de combattants affrontèrent les autorités beylicales et l'armée française stationnée en Tunisie, ainsi que les colonnes provenant de l'Algérie française, composées de troupes régulières européennes et de troupes régulières et irrégulières indigènes. 
Le 18 octobre 1881, une brigade française dirigée par le général Bonie, en reconnaissance pour la colonne du général Forgemol, fut attaquée par plusieurs centaines de cavaliers Fraichiches. Cette brigade, appuyée par des goums au service de la France, fit face à une attaque énergique d’un groupe estimé entre 200 et 300 cavaliers (un goum de cavaliers, escadron) Fraichiches. Ces derniers parvinrent même, temporairement, à faire fléchir les troupes françaises grâce à leur assaut vigoureux. 
Les Fraichiches usèrent ensuite d’une retraite stratégique pour entraîner les Français dans des terrains boisés, les plaçant dans une position défavorable pour le combat. Profitant de ces conditions, les Fraichiches rejoignirent le gros de leurs forces armées, estimées entre 1 200 et 2 400 cavaliers et fantassins mixtes (entre la taille d'un bataillon et d'un régiment), afin de poursuivre l’affrontement en terrain élevé et boisé,,.
Ali Sghir, Caïd des Oulad Ouezzez, devint plus tard le caïd de l’ensemble des Fraichiches. Opposé aux insurgés (il mit du temps mais après mur reflexion pour le bien de sa tribu préféra ne pas s'opposé aux Français) dirigés par l'ancien Caïd des Oulad Nadji a qui ils sont restés fidèles, le Hadj Harrat, largement soutenus parmi les Fraichiches, a cause de la ferveur des Fraichiches Ali Sghir fut contraint de s’exiler temporairement auprès des Français notamment a Tebessa car menacé de toute part à la suite de sa tentative de convaincre les Oulad Ali Fraichiches. Durant son exil, il mit à leur disposition ses fidèles, représentant environ 500 tentes des Oulad Ouezzez, ainsi que des goums de cavaliers et des renseignements pour aider à maintenir l’ordre en Tunisie.
Ali Sghir parvint à convaincre les Fraichiches d’abandonner la lutte après plusieurs défaites. En tant que caïd des Fraichiches, il constitua aux alentours de l'année 1896 (année de publication du livre du général philebert 6ème brigade de Tunisie) un goum de 250 bons cavaliers, qu’il plaça sous le commandement de son neveu, Mohamed ben Salah, chef d’escadron Fraichiche. Ce groupe intervint notamment en soutien au commandant supérieur du Djérid dit capitaine Deporter menacé par les Hamamas, à la demande insistante du général Philebert.
Le général Philebert joua un rôle clé pour associer Ali Sghir aux actions françaises en Tunisie. Ali Sghir participa activement à des missions de maintien de l’ordre dans la région du Djerid, sur le territoire des Hamama. Ses hommes servirent également de guides pour les troupes de pacification opérant jusqu’aux frontières de la Libye, à travers les zones contrôlées par les Fraichiches qui sont dits d'avoir une certaine pratique du sud. Il ne parle également pas que d'un seul goum mais de plusieurs car la tribu puissante possède de nombreux cavaliers et Ali Sghir spécifiquement serait accompagné d'une nombreuse et brillante escorte de cavaliers d'après Philebert lui même,.
Début 1939, des goums permanents sont recrutés par l'Armée française, comme le goum motorisé de Tunisie et les deux goums mixtes du Sud tunisien. Après l'armistice franco-italien de 1940, les goums tunisiens deviennent des unités de police civile rattachés au maghzen tunisien.

## Maroc
On trouve ainsi les goumiers marocains, au service du sultan du Maroc ils furent mobilisés notamment pour aider l'administration coloniale. L’efficacité de l’organisation des supplétifs marocains contrasta avec l’effacement des goums et makhzens algériens à partir des années 1920. Ces derniers se révélèrent peu utiles en 1925, lorsqu’on tenta de faire appel à eux à l’occasion de la guerre du Rif. Tout au plus purent-ils parader dans les fantasias du centenaire de 1930. Lors de la conquête du Maroc, on retrouva les mêmes catégories de supplétifs que lors de la conquête de l’Algérie : des partisans, recrutés pour une campagne, et encadrés par les moghaznis des Affaires indigènes, successeurs des Bureaux arabes ; des mehallas, aux ordres des grands chefs, et les célèbres goums levés chez les montagnards berbères. 

## Algérie

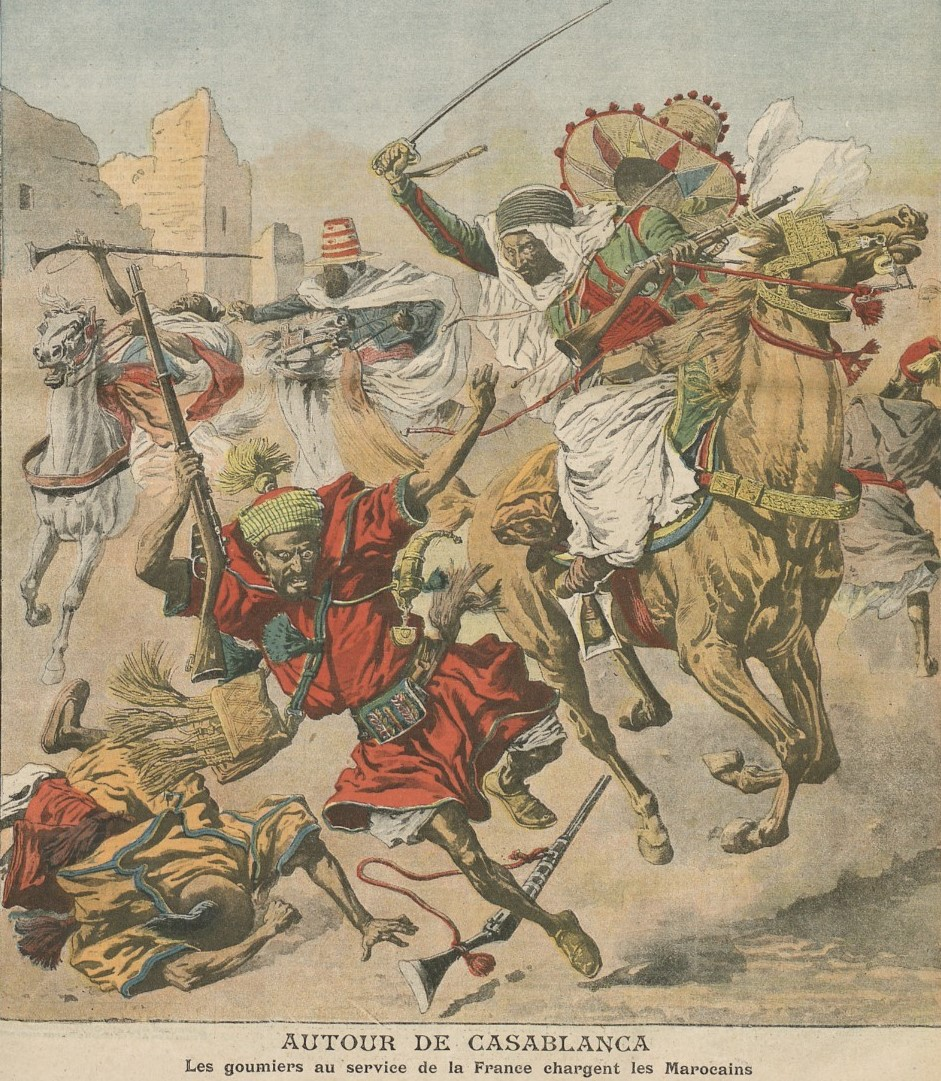
Les goumiers au service de la France chargent les Marocains autour de Casablanca (1907)

Les goums algériens jouent un rôle important lors de la pacification du Maroc, dans la région des confins marocains placée sous le commandement de Lyautey, entre 1903 et 1910, et, à partir de 1907, lors de l’occupation de la région de Casablanca,.
Dans les années 1920, les goums algériens disparaissent : les administrateurs et chefs locaux n'ont plus les moyens de lever des effectifs importants et l'armée ne voient plus l'intérêt de recruter des irréguliers.

## Sahel et Sahara
Au Sahel et au Sahara, les troupes coloniales françaises appellent goumiers les méharistes nomades, par opposition aux tirailleurs « sédentaires ». Les goumiers servent ensuite aux côtés des gardes-cercles et gardes méharistes, dépendant de l'administration coloniale. Les goumiers sont jusqu'en 1958 sous statut civil bien que servant comme militaires,.
Aux indépendances africaines, les goumiers rejoignent les gardes nationales de leur nouvel état, comme la Garde républicaine et goums du Mali ou la Garde nationale et nomade du Tchad.